# NGC 2959
NGC 2959 (również PGC 27939 lub UGC 5202) – galaktyka spiralna z poprzeczką (SBb/P), znajdująca się w gwiazdozbiorze Wielkiej Niedźwiedzicy. Odkrył ją John Herschel 28 października 1831 roku.